# Аргилит
Аргилитът е вид седиментна скала, съставена главно от глинести частици, образувани обикновено чрез литификация на тини, които все още не са придобили характерната за шистите слоеста структура. Химичният състав на аргилитите може да бъде различен, но най-често те имат високо съдържание на алуминий и силициев диоксид, както и различно количество алкални и алкалоземни катиони.